# Règles de Cambridge
Les règles de Cambridge (ou Cambridge Rules en anglais) sont le règlement d'un jeu de football écrit en 1848 en Angleterre par un groupe d'élèves liés à l'Université de Cambridge, parmi lesquels Henry de Winton et John Charles Thring. 
Ces règles sont notables dans l'histoire du football, elles décrivent par exemple les conditions d'octroi des coups francs et des touches, autorisent les passes de balle vers l'avant et interdisent le fait de courir en portant la balle dans les mains. 
Les règles de Cambridge, mises à jour et complétées (notamment en 1856), ont fourni la matière première pour l'établissement des Lois du jeu de football-association, aujourd'hui connu sous son appellation simple de football, édictées en 1863 par The Football Association (la Fédération anglaise de football).

## Détail
Le détail des règles originelles de 1848 n'est pas connu. La version connue la plus ancienne, datée de 1856, décrit les dix points suivants.
« 1. At the commencement of the play, the ball shall be kicked off from the middle of the ground: after every goal there shall be a kick-off in the same way.

2. After a goal, the losing side shall kick off; the sides changing goals, unless a previous arrangement be made to the contrary.

3. The ball is out when it has passed the line of the flag-posts on either side of the ground, in which case it shall be thrown in straight.

4. The ball is behind when it has passed the goal on either side of it.

5. When the ball is behind it shall be brought forward at the place where it left the ground, not more than ten paces, and kicked off.

6. Goal is when the ball is kicked through the flag-posts and under the string.

7. When a player catches the ball directly from the foot, he may kick it as he can without running with it. In no other case may the ball be touched with the hands, except to stop it.

8. If the ball has passed a player, and has come from the direction of his own goal, he may not touch it till the other side have kicked it, unless there are more than three of the other side before him. No player is allowed to loiter between the ball and the adversaries' goal.

9. In no case is holding a player, pushing with the hands, or tripping up allowed. Any player may prevent another from getting to the ball by any means consistent with the above rules.

10. Every match shall be decided by a majority of goals. »
« 1. Au début de la partie, le ballon est mis en jeu depuis le milieu du terrain : après chaque but, le coup d'envoi est réalisé de la même manière.

2. Après chaque but, l'équipe battue donne le coup d'envoi suivant ; les équipes changent de côté, sauf si elles se sont accordées différemment au préalable.

3. Le ballon sort du jeu quand il dépasse la ligne matérialisée par les drapeaux de chaque côté du terrain, auquel cas il est remis en jeu directement.

(...)

10. Chaque match est décidé au nombre de buts inscrits. »